# (6103) 1993 HV
A (6103) 1993 HV egy kisbolygó a Naprendszerben. Ueda és Kaneda fedezte fel 1993. április 16-án.